# Melanagromyza cuscutae
Melanagromyza cuscutae är en tvåvingeart som beskrevs av Erich Martin Hering 1958. Melanagromyza cuscutae ingår i släktet Melanagromyza och familjen minerarflugor. Inga underarter finns listade i Catalogue of Life.